# Tetraphis pellucida
Tetraphis pellucida là một loài rêu trong họ Tetraphidaceae. Loài này được Hedw. mô tả khoa học đầu tiên năm 1801.

## Hình ảnh

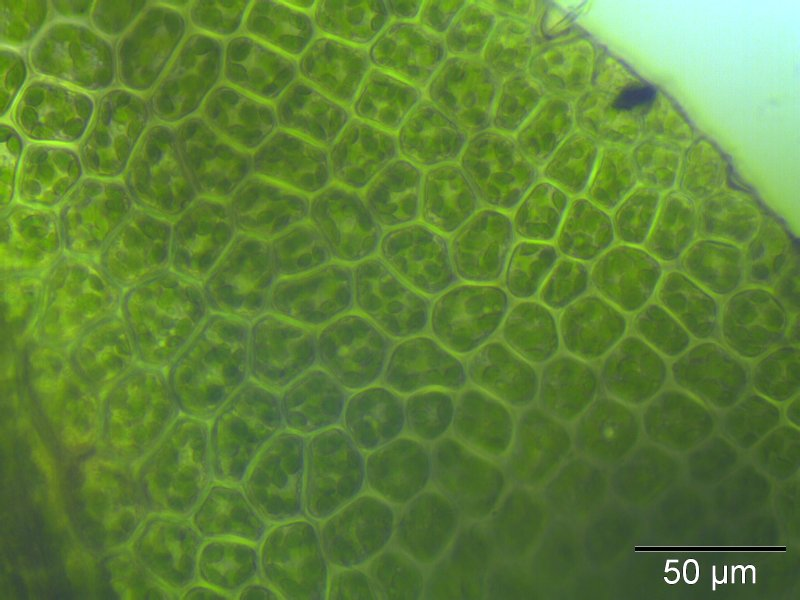